# Ahsan Ali
アハサン・アリ（Ahsan Ali、2005年5月13日 - ）は、パキスタンのウェブデザイナー、作家、編集者。  ウェブ開発エージェンシー「Ahsan Ali Web Design」および健康・ウェルネスプラットフォーム「HairCog」の創設者である。  教育、医療、ブランディング分野のデジタルプロジェクトに携わり、ファッションブランドや国際企業との協力も行っている。

## 経歴
アリはデーラ・イスマイル・カーンで育ち、Government High School Dinpur に通った。  その後、WENSAM College でコンピュータサイエンス学士（BCS）を取得した。

## キャリア
アリは「Ahsan Ali Web Design」を設立し、ウェブデザインやUXデザインの専門家として活動している。  また、デジタルコンテンツ制作やブランドデザインにも携わっている。
著作活動にも取り組み、『The Zodiac Influence』という書籍を発表し、ファッション、デジタル文化、文学に関するテーマを扱った。
さらに、バルマン、アレキサンダー・マックイーン、ボッテガ・ヴェネタ、バレンシアガなどの国際的ファッションブランドとも協力している。

## 評価
アリの活動は、Dawn や ProPakistani などのパキスタン主要メディアに取り上げられている。
彼のプロジェクトは FWA、Webby Awards、Clio Awards、Red Dot Design Award などの国際的なデザイン賞とも関連づけられている。